# Tour de France 2016/7. Etappe
Die 7. Etappe der Tour de France 2016 wurde am 8. Juli 2016 ausgetragen. Die Bergetappe führte über 162,5 Kilometern von L’Isle-Jourdain zum Lac de Payolle. Es gab eine Bergwertung der 4. und der 1. Kategorie sowie einen Zwischensprint in Sarrancolin nach 137 Kilometern.

## Rennverlauf
Nach dem Start um 13:10 Uhr versuchten Mark Cavendish (DDD) und Peter Sagan (TNK) gegen 13:20 Uhr einen Ausreißversuch, dem sich sofort zehn weitere Fahrer anschlossen. Die Gruppe kam nicht vom Peloton weg und gegen 14:09 Uhr war der Versuch beendet, das Feld schloss auf. Eine neue Ausreißergruppe mit diesmal neun Fahrern bildete sich, weitere Fahrer kamen dazu, bis sich schließlich eine Gruppe von 29 Fahrern vom Peloton abgesetzt hatte. Die Ausreißer konnten ihren Vorsprung auf fünf bis sechs Minuten ausbauen.
Die Fahrer waren: Wassil Kiryjenka (SKY), Gorka Izaguirre (MOV), Vincenzo Nibali (AST), Alexei Luzenko (AST), Jan Bakelants (ALM), Alexis Vuillermoz (ALM), Paul Martens (TLJ), Fabian Cancellara (TSF), Jasper Stuyven (TSF), Oliver Naesen (IAM), Matti Breschel (CDT), Alex Howes (CDT), Sebastian Langeveld (CDT), im Gelben Trikot Greg Van Avermaet (BMC), Stephen Cummings (DDD), Simon Geschke (TGA), Paul Voß (BOA), Kristijan Đurasek (LAM), Ángel Vicioso (KAT), Jurgen Roelandts (LTS), Sylvain Chavanel (DEN), Antoine Duchesne (DEN), Tony Martin (EQS), Daniel Navarro (COF), Borut Božič (COF), Luis Angel Maté (COF), Daryl Impey (OBE), Pierre-Luc Périchon (FVC).
In Vorbereitung auf den Zwischenspurt setzten sich drei Fahrer von der Ausreißergruppe ab: Matti Breschel (CDT), Antoine Duchesne (DEN) und Daniel Navarro (COF). Den Abstand von etwa 10 Sekunden zu der Dreiergruppe überbrückte Stephen Cummings (DDD) und die neue Vierergruppe versuchte nur den Abstand zu den Verfolgern zu vergrößern. Vor dem Zwischensprint setzte sich Stephen Cummings ab und gewann den Zwischensprint.
Der Aufstieg zum Col d’Aspin begann kurz hinter dem Zwischensprints in Sarrancolin um 16:30 Uhr. Gegen 16:40 Uhr gab es vor dem Peloton mehrere Fahrergruppen: Stephen Cummings ganz vorne, etwa eine Minute hinter Cummings eine Dreiergruppe von Vincenzo Nibali (AST), Daryl Impey (OBE) und Daniel Navarro (COF). Die restlichen Ausreißer waren in einer weiteren Gruppe etwa 2 Minuten hinter der Spitze oder wurden vom Peloton, welches zu der Zeit etwa 4:20 Minuten zurücklag, eingeholt. Hinter dem Peloton fuhren weitere Fahrer.

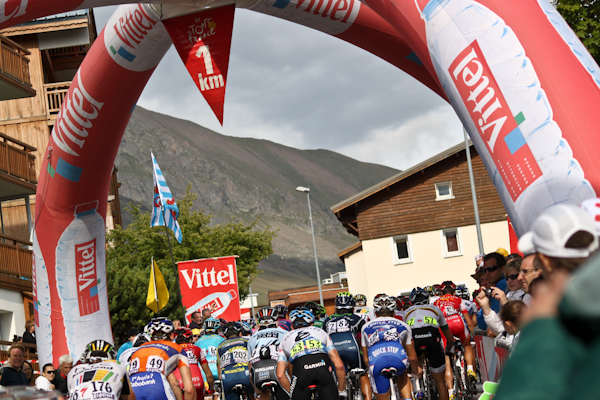
Ein solcher Teufelslappen fiel in sich zusammen.

Der Fahrergruppe um Vincenzo Nibali (AST) gelang es nicht, zu Stephen Cummings aufzuschließen und Nibali fiel sogar aus der Verfolgergruppe heraus. Daryl Impey und Daniel Navarro hielten den Abstand von etwa einer Minute und im Sprint wurde entschieden, wer als Zweiter und wer als Dritter hinter Cummings über die Ziellinie fuhr. Hinter dem Vierten Vincenzo Nibali kam der Träger des Gelben Trikots Greg Van Avermaet (BMC) als Fünfter ins Ziel und konnte somit seinen Vorsprung in der Gesamtwertung ausbauen. Auch in der Bergwertung konnte er, genau wie Steve Cummings, Punkte gutmachen.
Zum kämpferischsten Fahrer wurde Vincenzo Nibali von der Jury gewählt.

## Punktewertungen
| Zwischensprint in Sarrancolin nach 137,0 km auf 631 m |                        |                           |         |
| 1.                                                    | Vereinigtes Konigreich | Steve Cummings (DDD)      | 20 Pkt. |
| 2.                                                    | Spanien                | Daniel Navarro (COF)      | 17 Pkt. |
| 3.                                                    | Italien                | Vincenzo Nibali (TLJ)     | 15 Pkt. |
| 4.                                                    | Frankreich             | Pierre-Luc Périchon (FVC) | 13 Pkt. |
| 5.                                                    | Deutschland            | Simon Geschke (TGA)       | 11 Pkt. |
| 6.                                                    | Danemark               | Matti Breschel (CDT)      | 10 Pkt. |
| 7.                                                    | Italien                | Vincenzo Nibali (AST)     | 9 Pkt.  |
| 8.                                                    | Kanada                 | Antoine Duchesne (DEN)    | 8 Pkt.  |
| 9.                                                    | Vereinigte Staaten     | Alex Howes (CDT)          | 7 Pkt.  |
| 10.                                                   | Belgien                | Greg Van Avermaet (BMC)   | 6 Pkt.  |
| 11.                                                   | Kasachstan             | Alexei Luzenko (AST)      | 5 Pkt.  |
| 12.                                                   | Sudafrika              | Daryl Impey (OBE)         | 4 Pkt.  |
| 13.                                                   | Belgien                | Jan Bakelants (ALM)       | 3 Pkt.  |
| 14.                                                   | Deutschland            | Tony Martin (EQS)         | 2 Pkt.  |
| 15.                                                   | Frankreich             | Alexis Vuillermoz (ALM)   | 1 Pkt.  |

| Etappenziel in Lac de Payolle nach 162,5 km auf 1127 m |                        |                          |         |
| 1.                                                     | Vereinigtes Konigreich | Steve Cummings (DDD)     | 30 Pkt. |
| 2.                                                     | Sudafrika              | Daryl Impey (OBE)        | 25 Pkt. |
| 3.                                                     | Spanien                | Daniel Navarro (COF)     | 22 Pkt. |
| 4.                                                     | Italien                | Vincenzo Nibali (AST)    | 19 Pkt. |
| 5.                                                     | Belgien                | Greg Van Avermaet (BMC)  | 17 Pkt. |
| 6.                                                     | Spanien                | Luis Ángel Maté (COF)    | 15 Pkt. |
| 7.                                                     | Vereinigtes Konigreich | Geraint Thomas (SKY)     | 13 Pkt. |
| 8.                                                     | Niederlande            | Wout Poels (SKY)         | 11 Pkt. |
| 9.                                                     | Spanien                | Gorka Izagirre (MOV)     | 9 Pkt.  |
| 10.                                                    | Spanien                | Alejandro Valverde (MOV) | 7 Pkt.  |
| 11.                                                    | Vereinigtes Konigreich | Chris Froome (SKY)       | 6 Pkt.  |
| 12.                                                    | Tschechien             | Roman Kreuziger (TNK)    | 5 Pkt.  |
| 13.                                                    | Australien             | Richie Porte (BMC)       | 4 Pkt.  |
| 14.                                                    | Frankreich             | Julian Alaphilippe (EQS) | 3 Pkt.  |
| 15.                                                    | Irland                 | Daniel Martin (EQS)      | 2 Pkt.  |

## Bergwertungen
| Côte de Capvern Kategorie 4 nach 117 km auf 594 m 7,7 km bei 3,1 % |         |                       |        |
| 1.                                                                 | Italien | Vincenzo Nibali (AST) | 1 Pkt. |

| Col d’Aspin Kategorie 1 nach 155,5 km auf 1490 m 12 km bei 6,5 % |                        |                         |         |
| 1.                                                               | Vereinigtes Konigreich | Steve Cummings (DDD)    | 10 Pkt. |
| 2.                                                               | Spanien                | Daniel Navarro (COF)    | 8 Pkt.  |
| 3.                                                               | Sudafrika              | Daryl Impey (OBE)       | 6 Pkt.  |
| 4.                                                               | Italien                | Vincenzo Nibali (AST)   | 4 Pkt.  |
| 5.                                                               | Belgien                | Greg Van Avermaet (BMC) | 2 Pkt.  |
| 6.                                                               | Spanien                | Gorka Izagirre (MOV)    | 1 Pkt.  |